# Karaboro (peuple)
Pour les articles homonymes, voir Karaboro.
Les Karaboro sont une population d'Afrique de l'Ouest vivant au sud-ouest du Burkina Faso et anciennement dans le nord de la Côte d'Ivoire pour certains précisément de la région de Tafiré pour le groupe de l'Est et du Mali plus précisément la région de Sikasso pour le groupe de l'Ouest. On les rattache au grand groupe des Sénoufos. La plupart sont de petits fermiers.

## Ethnonymie
Selon les sources et le contexte, on observe différentes formes : Kar, Karaboros, Ker, Kler.
Louis-Gustave Binger écrit à leur sujet, en 1888, lors de son voyage du Niger au golfe de Guinée : « Au nord du pic de Lokhognilé habitent les Karaboro, puis les Tourouga ou Tourounga. On a peu de renseignements sur le premier de ces peuples : il ressemble comme type aux Komono, mais parle un idiome qui se rapproche de la langue des Mbouin(g) ».

## Langues

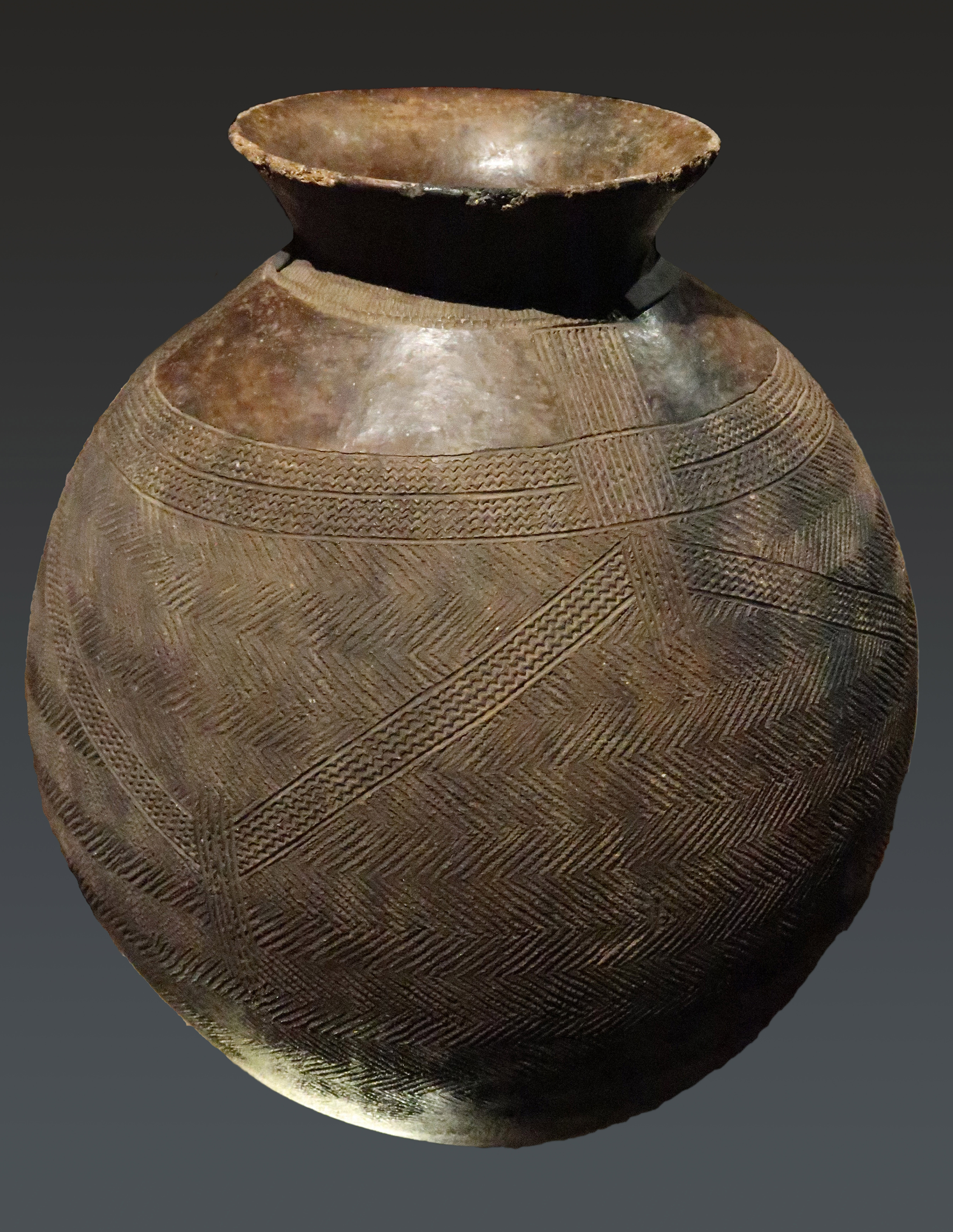
Jarre en terre cuite

Ils parlent des langues karaboro, des langues sénoufo.

### Filmographie
- Héritage Karaboro, court métrage documentaire de Victorien Vialar, France/Burkina Faso, 2013, 26 min 15 s [voir en ligne]
- Yenepa, une famille burkinabè, documentaire (52 min) de Victorien Vialar, V&V Productions pour Arte, 2016.